# Kurume (Cameroun)
Ne doit pas être confondu avec Kurume.
Kurume est un village du Cameroun situé dans le département de la Meme et la Région du Sud-Ouest. Il fait partie de la commune de Konye.

## Géographie
Elle est située au nord de la ville de Kumba.

## Population
Le village comptait 195 habitants en 1953, puis 373 en 1967, pour la plupart des Bafaw. Il fait partie de la dizaine de localités où les Bafaw sont présents.
Lors du recensement de 2005, la population s'élevait à 434 personnes.